# Lisa Darr
Lisa Darr Grabemann (Chicago, 21 de abril de 1963) é uma atriz norte-americana.
Lisa Darr Grabemann é filha da também atriz Mollie e do advogado Karl Grabemann. Ela frequentou a Universidade de Stanford e concluiu sua licenciatura em Biologia em 1985. Posteriormente, obteve um mestrado em Teatro pela UCLA.
Ela interpretou Annie Whitman na série da ABC Life as We Know It. Os papéis de Darr na televisão incluem a série de comédia de curta duração de 1991, Flesh 'n' Blood, na qual interpretou Rachel Brennan; a série adolescente da Warner Bros, Popular, como Jane McPherson; e a série da Fox de 1996, Profit, como Gail Koner. Na quinta temporada do show Ellen, ela desempenhou o papel de Laurie Manning, namorada da protagonista Ellen Morgan. No episódio "Four for the Seesaw" da quarta temporada da série Frasier, ela e Megan Mullally interpretaram os interesses amorosos dos irmãos Crane.
Darr também apareceu na série House M.D. em 2006, interpretando a mãe de uma vítima no episódio "Distractions", e na série The Office no episódio "Product Recall". Posteriormente, Darr atuou no papel de Ann Carilli na quarta temporada de Weeds e fez uma participação especial em Nip/Tuck.
Seu trabalho no cinema inclui o filme vencedor do Oscar, Gods and Monsters (1998), onde atuou como Dana Boone, esposa da personagem de Brendan Fraser; Pomegranate (2005), Her Best Move (2006), National Lampoon's Bag Boy (2007), e This Is 40 (2012).

## Ligações Externas
- Lisa Darr. no IMDb.
- The Unofficial Lisa Darr Cyber-site